# Reaktivität (Kerntechnik)
Die Reaktivität ist in der Reaktorphysik und Kerntechnik ein Maß für die Abweichung des Multiplikationsfaktors k vom Wert 1. Diese dimensionslose Größe beschreibt damit die Kritikalität eines Kernreaktors.

## Definition
Die Reaktivität {\displaystyle \rho } (griechisches rho) ist definiert als:
{\displaystyle \rho ={\frac {k-1}{k}}}
Es gilt demnach:
{\displaystyle \rho } < 0 entspricht {\displaystyle k} < 1, der Reaktor ist unterkritisch.
{\displaystyle \rho } = 0 entspricht {\displaystyle k} = 1, der Reaktor ist kritisch.
{\displaystyle \rho } > 0 entspricht {\displaystyle k} > 1, der Reaktor ist überkritisch.
Gegenüber dem Multiplikationsfaktor hat die Reaktivität den Vorteil, dass sie näherungsweise additiv und damit die anschaulichere Größe ist. Werden beispielsweise zwei Absorberstäbe mit bestimmten Reaktivitätswerten in den Reaktorkern eingefahren, verringert sich die Gesamtreaktivität um die Summe dieser Werte. Statt von Reaktivitätsänderung spricht man in der Praxis häufig von der Zufuhr positiver oder negativer Reaktivität zum Reaktor.

## Reaktivitätsmaße
Die Reaktivität wird z. B. in Prozent oder auch in Dollar oder Cent angegeben (siehe Kritikalität). Es handelt sich dabei um Hilfsmaßeinheiten. Die Reaktivitätsmaße Dollar und Cent sind für den Praktiker besonders anschaulich, weil 1 Dollar = 100 Cent den – für die Sicherheit wichtigen – Abstand zwischen den Zuständen verzögert kritisch und prompt kritisch bedeutet.

## Reaktivitätskoeffizienten
Ein Reaktivitätskoeffizient gibt an, wie die Reaktivität {\displaystyle \rho } durch Änderung einer bestimmten anderen Größe {\displaystyle x} beeinflusst wird. Mathematisch ist er der Differentialquotient {\displaystyle {\frac {d\rho }{dx}}}. Wichtige Beispiele:
- der Dopplerkoeffizient beschreibt den Einfluss der Temperatur,
- der Kühlmittelverlust- oder Dampfblasenkoeffizient beschreibt den Einfluss des Hohlraum-Anteils im Kühlmittel.

Je nach Bedarf werden in der Literatur auch noch andere Reaktivitätskoeffizienten definiert.

## Reaktivitätsstörfall
Reaktivitätsstörfall ist eine allgemeine Bezeichnung für Reaktorstörfälle, deren auslösendes Ereignis eine ungewollte oder leichtfertig herbeigeführte Reaktivitätserhöhung ist. Ein weltweit bekannter Reaktivitätsstörfall ist die Nuklearkatastrophe von Tschernobyl vom 26. April 1986.
Eine gefährliche Reaktivitätserhöhung kann auch als indirekte Folge anders ausgelöster Störungen (kaskadierender Fehler) auftreten; dies wird fachsprachlich nicht zu den Reaktivitätsstörfällen gezählt.